# シルコリン
シルコリン（silkolene）は、1911年にイギリスベルパー市に設立された潤滑油メーカー。
かつてコンコルドのジェットエンジンに採用されていたため、容器にはコンコルドの絵が描かれていた。
エステル系のオイルにおいてアドバンテージがあり、ロールス・ロイスの指定オイルにもなっていた。
現在ではドイツの潤滑油メーカー、フックス（FUCHS）に買収されている。日本ではフックスに買収される前の時代から、阿部商会が正規輸入代理店になっていた。
フックス傘下になってからは、阿部商会では四輪用のマーケットではフックスで、二輪用のマーケットではシルコリンを用い、ブランドを使い分けている。
量販店ルートには流さず、比較的販売価格も高めに設定し、日本での展開はプレミアムブランドとして位置づけている。
阿部商会、及びフックスオイルの日本での生産元であったマコトフックスでは、APIの基油のカテゴリーでグループⅢになるCARAT・MC（モディキュレードコンバーション・水素化分解高粘度指数油）は分子変換合成油として化学合成油（シンセティックオイル）として販売している。販売価格もPAO+エステルである本来の化学合成油並みの設定であり、同じく日本では主に二輪車用オイルとして販売されているスイス製のモトレックス（輸入販売元 デイトナ）が、「MCは100%合成油に限りなく近いハイグレード鉱物油」として販売しているのとは対照的である。
マコトは以前はカー用品店チェーンのイエローハットでフックスブランドを比較的廉価で販売していたが、阿部商会を通じてからはプレミアムブランド路線に切り替えた。マコトとフックスはお互いにフォーミュレーションを公開し、合弁会社のマコトフックスを設立したが、フックス側が旧マコト側の取締役を解任したことから対立、フックスはフックスジャパンに、マコトはマコトインターナショナルとして分裂した。フックスは千葉の市川にブレンド設備を建設、また中国からの輸入の比率を上げている。プラボトルで販売されているシルコリンやフックスのオイルは依然欧州からの輸入品である。

阿部商会ではフックスのオイルはマコト製の国産ライセンス生産品も扱かっていたが、シルコリンに関しては全て輸入商材のみの扱いである。
かつてフックスはMotoGPでKAWASAKI RACING TEAMのスポンサーになっていたが、その後エルフ（トタル）にとって変わられた。

シルコリン（コンコルドマーク入り時代のDALTON&CO.LIMITED SILKOLENE）は世界選手権を転戦する日本の二輪レーサー等が使用していたが、平成2年の日刊自動車新聞によると有限会社ときわトレーディングを日本総代理店として別に地区代理店を設け、西日本を中心に流通を始めるとなっている